# Anabaptista mozgalom
Anabaptistáknak vagy újrakeresztelőknek nevezték a reformáció kezdetén, a reformációval párhuzamosan zajló, a katolikus egyház és a protestánsok képviselői által egyaránt üldözött, olyan radikális keresztény megújulási mozgalom tagjait, melynek alaptanításai különböztek, illetve (bizonyos tanaik) szembeálltak a reformáció egyes alaptanaival (mint például a csak kegyelem által [Sola gratia] illetve a kizárólag hit általi üdvözülés [Sola fide]). 
Gyülekezésre szólították fel a "kiválasztottakat", szakítani akartak a bűnös világgal, s a "szentek" közösségeit igyekeztek létrehozni, amelyek tagjainak új keresztségben kellett részesülniük, ezért a gyermekkeresztség elvetése mellett a hozzájuk csatlakozókat újra megkeresztelték. Csoportjaik spontán módon jöttek létre Svájcban, Németországban és Németalföldön. Ezt a mozgalmat egyesek harmadik reformációnak nevezik.
A mozgalmon belül már korán két irányzat – erőszakos és békeszerető – jelentkezett. A "túlfűtöttek" közé tartozott a szélsőséges vándorprédikátor, Thomas Müntzer, a zwickaui próféták és a "zürichi rajongók".
Manapság a mozgalom leszármazottjai, mint a hutteriták, mennoniták és amishok képviselik az anabaptista mozgalmat.

## Etimológia
Az irányzat neve a görög ana és baptidzó (ἀνά- és βαπτισμός) szavak összetételéből származik, és „újrakeresztelő”-t jelent. Eredetileg az irányzathoz tartozók gúnyneve volt legismertebb tanításukról és gyakorlatukról, a felnőttkeresztségről (a gyermekkeresztséget érvénytelennek tartották).
Ők saját magukat, illetve a gyülekezeten belül egymást többnyire egyszerűen „testvér”-nek, „testvérek”-nek nevezték.

## Az újrakeresztelés eredete

### A mozgalom eredetére vonatkozó nézetek
Az anabaptista mozgalom eredetének kutatását megnehezíti az a tény, hogy ellenségeik rágalmazásokkal illették, míg a velük szimpatizálók mindenáron védelmezni próbálták őket. Sokáig népszerű gyakorlat volt, hogy a zwickaui próféták hatása alatt állókkal, mint Matthys János , Leideni János és Münzer Tamás, azonosítsák az összes anabaptistákat, s akik szerették volna ezt a hibát kijavítani, sajnos gyakran átestek a másik oldalra és tagadtak minden kapcsolatot e három radikális egyén és a szélesebb anabaptista mozgalom között.
A modernkori anabaptista történetírás két legjelentősebb terméke a Cornéliusz Károly, római katolikus hittudós által 1855-ben kiadott A münsteri lázadás leírása című munkája és a későbbi, Newman Albert (1852–1933) jeles amerikai baptista történész A gyermekkeresztelés-ellenesség története című műve. Bár a felnőttkeresztelés eredetét illetően számos elmélet létezik, legtöbbjük a következő három elképzelés egyikébe sorolható: 
- 1) Vannak, akik az anabaptista mozgalmat Mantz Félix zürichi keresztelésétől származtatják (ezt a megközelítést monogenesis ~ egy eredet-nek nevezik).
- 2) Mások úgy látják, hogy az anabaptista mozgalom néhány, egymástól független mozgalomból alakult ki (ezt polygenesisnek ~ Több eredetnek nevezik), míg
- 3) Némelyek viszont az anabaptista mozgalmat az újszövetségi őskereszténység folytatásának tartják (ezt a nézetet apostoli utódlásnak, vagy egyházi folytonosságnak nevezik).

Monogenesis – egy eredet

Számos kutató úgy látja, hogy az anabaptisták a Manz Felix, Grebel Konrád, Blaurock György és mások nevéhez fűződő Svájci Testvérek mozgalomból emelkedett ki. A korábbi, a mai mennonita történészek által is általánosan tartott nézet alapján az anabaptista mozgalom Zürichben kezdődött és a Svájci Testvérek nézetei terjedtek el dél-német, osztrák, majd holland és végül észak-német területekre is, ahol hamarosan változatos ágazatai fejlődtek ki. Ez az Egy eredet nézet általában határozottan elválasztja a münsteritákat és más radikális irányzatokat az igazi anabaptista mozgalomtól. E nézet szerint az anabaptista mozgalom kezdetének időpontja 1525. január 21-e volt, amikor Mantz Félix házában Grebel megkeresztelte Blaurockot és azután ő keresztelt meg másokat. Egyelőre ez képviseli a kezdet legáltalánosabban elfogadott dátumát, bár a 20. század végén némelyek e születésnapot 1527. február 24-re és Schleitheimbe teszik a következőkben leírt „több eredet-nézetnek” megfelelően.
Polygenesis – több eredet

Többen vitatták azt a nézetet, hogy az anabaptista mozgalom egy helyen (Zürichben), egy napon (1525. január 21-én) keletkezett. Többek között az 1975-ben írt Monogenesistől a Polygenesisig című cikkben pontos forrásokra hivatkozva és különös jellegzetességek kihangsúlyozásával Stayer, Packull és Deppermann kimutatta, hogy a Dél-Német-Osztrák anabaptista mozgalom túlságosan fel volt „higítva” az északi területek miszticizmusához képest, s a svájci anabaptista mozgalom a reformált gyülekezeti mozgalomból, a holland anabaptista mozgalom pedig a Melchior Hoffman apokaliptikus világszemléletéből és szociális nyugtalanságból alakult ki. Ez a munka széles körben elfogadott az anabaptista mozgalom időben egybeeső, és kölcsönösen egymásra ható, de területileg független kialakulását illetően. Ez a leírás jól megvilágítja a kölcsönhatások ellenére is kialakult nézetbeli különbségeket.
Apostoli utódlás – egyházi folytonosság

Az egyes modern anabaptista közösségeken kívül legáltalánosabban elfogadott elmélet szerint a 16. századi anabaptista mozgalmak a Krisztus idejétől meglévő egyházi folytonosság szerves része. E szemlélet szerint Kr. u. 30-tól kezdve egészen a mai napig létezett egy kis csoport, ami a katolikus egyházon kívül tartotta az apostoli örökséget. E nézet hívei rámutatnak arra, hogy milyen sok közös vonás figyelhető meg e nem-katolikus csoportok hitrendszereiben. E szemlélet ellenzői viszont arra mutatnak rá, hogy ezen csoportok milyen nagy mértékben különböztek egymástól eretnek nézeteikben, és hogy semmilyen kapcsolatuk nem volt egymással. Ez utóbbi nézetet vallják némely baptista, mennonita és számos „igaz egyház”-i csoportok is. E folytonosságot valló nézet talán a legjobban kidolgozott tudományos munkája John T. Christian, a New Orleans Baptista Teológiai Szeminárium professzora tollából származik. Néhányan az anabaptista mozgalmat a valdensektől származtatják, de vannak, akik messzebbre néznek, és a paulánusokból származó bogumilokat tartják mindezen mozgalmak „magvetőinek”.

### Előfutárok
Az újrakeresztelés gondolata és gyakorlata az őskeresztény egyházig nyúlik vissza, amikor Pál apostol az efézusi hívők egy csoportját az apostolok cselekedetei (19:1–7) szerint újrakeresztelte. Későbbi feljegyzések megemlítik, hogy Montanus és Tertullianusz a 2.–3. században megtagadták az újszülöttek megkeresztelését, és csak „hívőket” kereszteltek, a már megkeresztelteket pedig kérésükre újrakeresztelték. A 4. században Donatus követői az „árulókat” (a pogány üldöztetések által megtört, emiatt hitüket megtagadó egyházi vezetők), vagy az „árulók által beszennyezett közösségekbe” tartozó megkeresztelteket keresztelték újra. A 325-ben tartott Niceai Zsinat után, a 4. század végére az újrakeresztelést az egyházi vezetés eretnekségnek kezdte tartani, és az 529-es Justinianusi Törvénykönyv már a Szentháromság tagadásával együtt az újrakeresztelést is halállal büntetendő eretnekségnek nevezi.

### Középkor
A reformációt közvetlenül megelőző korban Helcsickí Péter (Petr Chelčický) cseh hitújító már a 15. században tanított a később az „újrakeresztelők hittudományaként” ismert hitelveket. Időben visszamenve, középkori előfutároknak lehet tekinteni a Közös Élet Testvéreit, a huszitákat, a szerzetesség egyes formáit, a valdenseket és katharokat, valamint ezek elődeit, a bogumilokat és paulánusokat is.

## Történetük

### Újkor

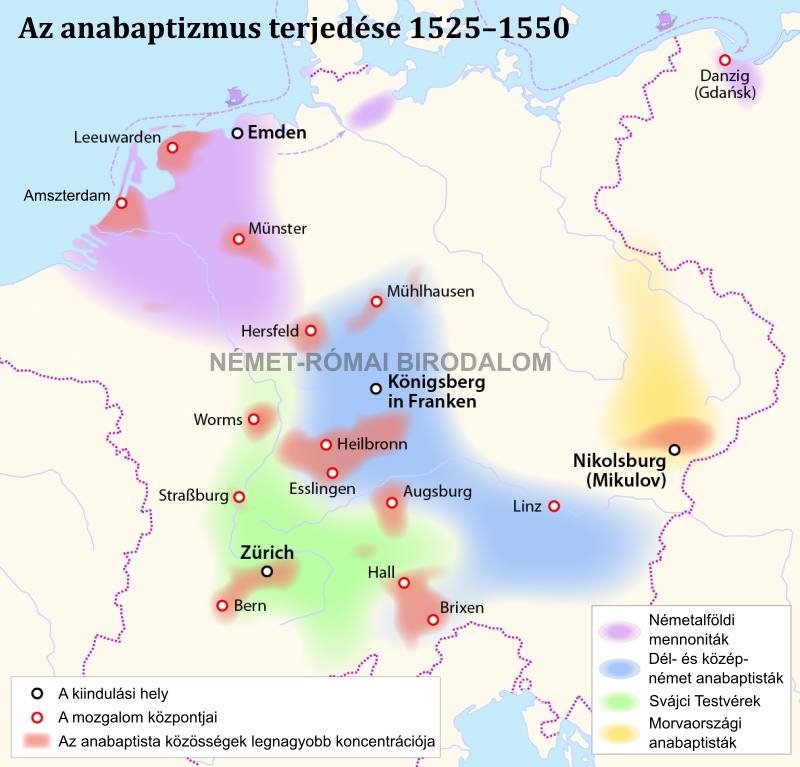
A kora újkori anabaptizmus terjedése 1525-1550 között
Németalföldi mennoniták
Dél- és közép-német anabaptisták
„Svájci Testvérek”
Morvaországi anabaptisták

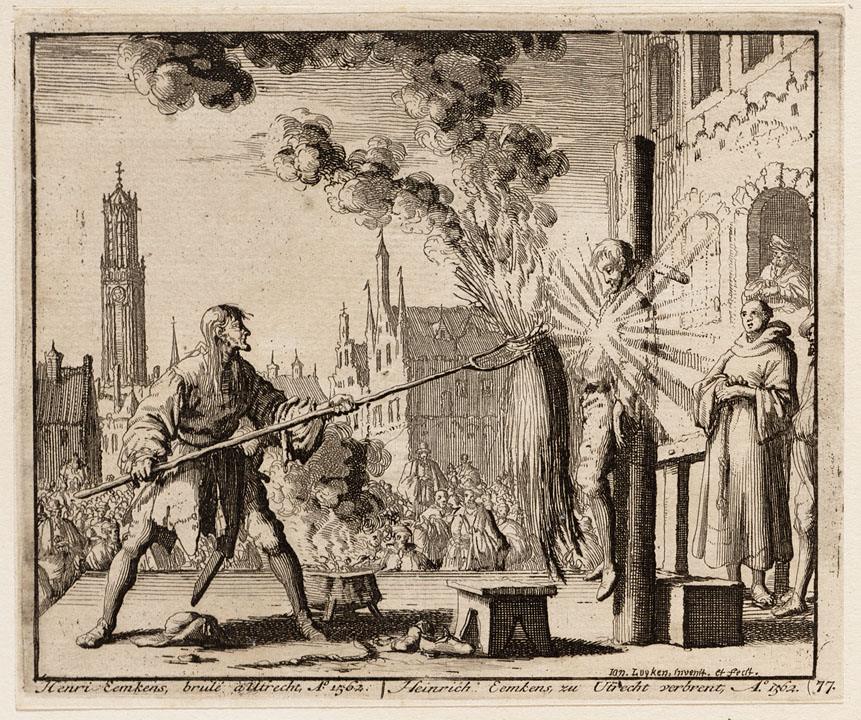
Az anabaptista Hendrik Eemkens kivégzése Utrechtben (1562)

A Luther fellépését követő hatalmas vallási erjedés az 1520-as években felszínre hozott egy rajongó irányzatot, amelynek követői gyakran a Szentlélek kinyilatkozatásaira hivatkoztak. 

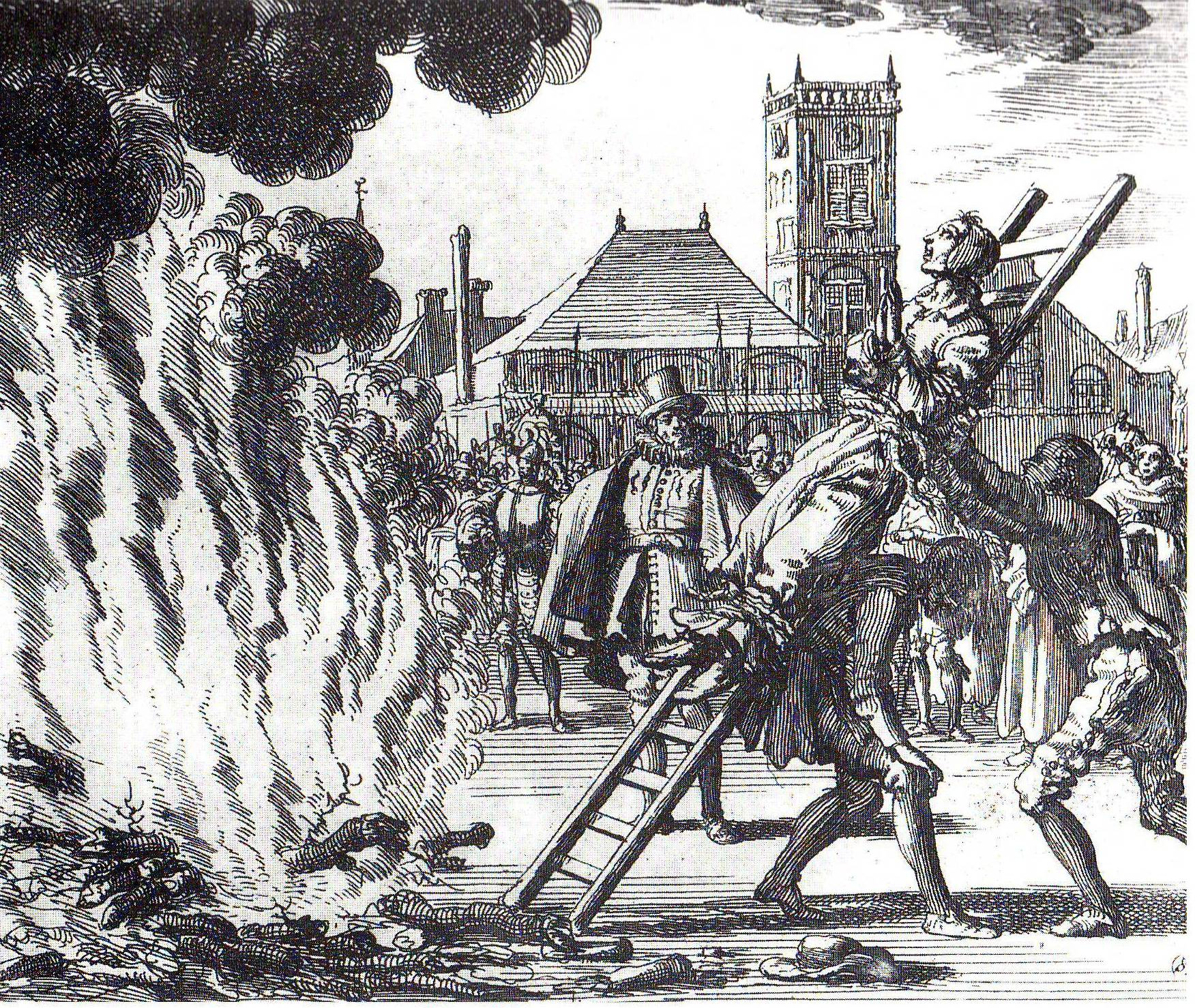
Anneken Hendriks nevű anabaptista megégetése Amszterdamban (1571)

 Az anabaptisták vagy újrakeresztelők nem a római katolikus egyház reformáltjai voltak, sem pedig a lutheránus egyházé. Az ő eredetük sokkal régebbi.
Kezdetben békés formában tiltakoztak a feudális elnyomás ellen. Hívei elfordultak a romlottnak tartott világtól és várták a Bibliában – értelmezésük szerint – megígért ezeréves krisztusi királyságot, amely a szerencsétleneknek és elesetteknek jólétet biztosít. Az egyházi dogmákat elvetették és csak azt tanították, ami a Bibliából világosan kiolvasható. Ezért szüntették meg a gyermekkeresztséget is, illetőleg a felnőtteket újra keresztelték.
Münzer Tamás
Az anabaptisták egy csoportját Münzer Tamás, zwickaui lelkész céltudatos és harcos antifeudális mozgalommá fejlesztette. Münzer a reformáció első éveiben még támogatta Luther Márton harcát a katolikus egyház ellen, azonban hamarosan (1521-től) önálló útra tért és a reformáció feladatának a nép elnyomói elleni harcot tartotta. 
1524-ben nyílt fegyveres harc indult a földesúri elnyomás ellen, amelyet Thüringiában Münzer személyesen irányított. A parasztháborút mindenhol vérbe fojtották. Münzer is fogságba esett, majd kivégezték. A parasztháború leverése után az anabaptisták szétszéledtek Németország egész területén és apró közösségeket alkottak. Mindenhol üldözték őket, de ennek ellenére mozgalmuk terjedt és erősödött. 
Korai vezetők
Zürichben Konrad Grebel, Felix Manz, valamint egy korábbi pap, Balthasar Hubmaier voltak az újrakeresztelők vezetői. 
Ludwig Hätzer Zürichben és Németországban tevékenykedett, majd 1529-ben lefejezték.
Hans Hut eredményes igehirdető volt Frankföldön, 1527-ben halt meg Augsburgban egy börtöntűzben. 
Melchior Hoffman Livóniában, Svédországban, Frízföld keleti részén és Strasbourgban tevékenykedett, egy strasbourgi börtönben halt meg 1543-ban. Hoffman lángoló lelkesedéssel hirdette a mennyei Jeruzsálem küszöbön álló megjelenését. 
A mozgalom Frízföld keleti részéből átterjedt egész Németalföldre. Vezetője Amszterdamban Jan Matthys  volt. Az általa kiküldött "apostolok" az újrakeresztelő mozgalmat hamarosan egész Hollandiában terjesztették. 
Münster
1534-ben Münster városában alapították meg "Sion új országát" Münzer Tamás szellemében. Végül a helyi püspök seregei ostrommal bevették a várost, a münsteri anabaptisták nagy részét pedig lemészárolták vagy kivégezték.
Menno Simons
A münsteri események után az anabaptistákat még nagyobb hevességgel kezdték üldözni. A szétszórt maradék Menno Simons személyében kapott támogatást, akiket ő Frízföldön (Németalföld) 1537-ben szigorú egyházi fegyelemmel gyülekezetté egyesített.  Az általa újjászervezett közösséget mennonitáknak kezdték nevezni.
Egyéb irányzatok
A belső szakadásokkal küszködő mennoniták az újrakeresztelőknek csak egy részét tudták megnyerni. Az 1535 utáni évtizedekben még mindenfelé voltak kisebb, khialisztikus, prófétai lelkülettől áthatott anabaptista körök, amelyek az egykori delfti üvegfestő, David Joris személyében kiváló vezetőre akadtak. 
A mérsékelt holland újrakeresztelő mozgalom nem tagozódott be teljes egészében a mennonizmusba. Az újrakeresztelők egy különálló csoportját hozták létre, amely a világ felé nyitottabb, dogmatikai szempontból szabadabb volt, és érintkezésben állt az arminiánus és szociniánus irányzattal. 
1561-ben a strasbourgi hatóságokhoz intézett panasz az ottani anabaptista csoportokat pilgramiták (Pilgram Marpeck követői), sattleriták (Michael Sattler követői, a Svájci Testvérek) és gabrieliták (Gabriel Ascherham követői) néven sorolta fel.

#### Morvaországban

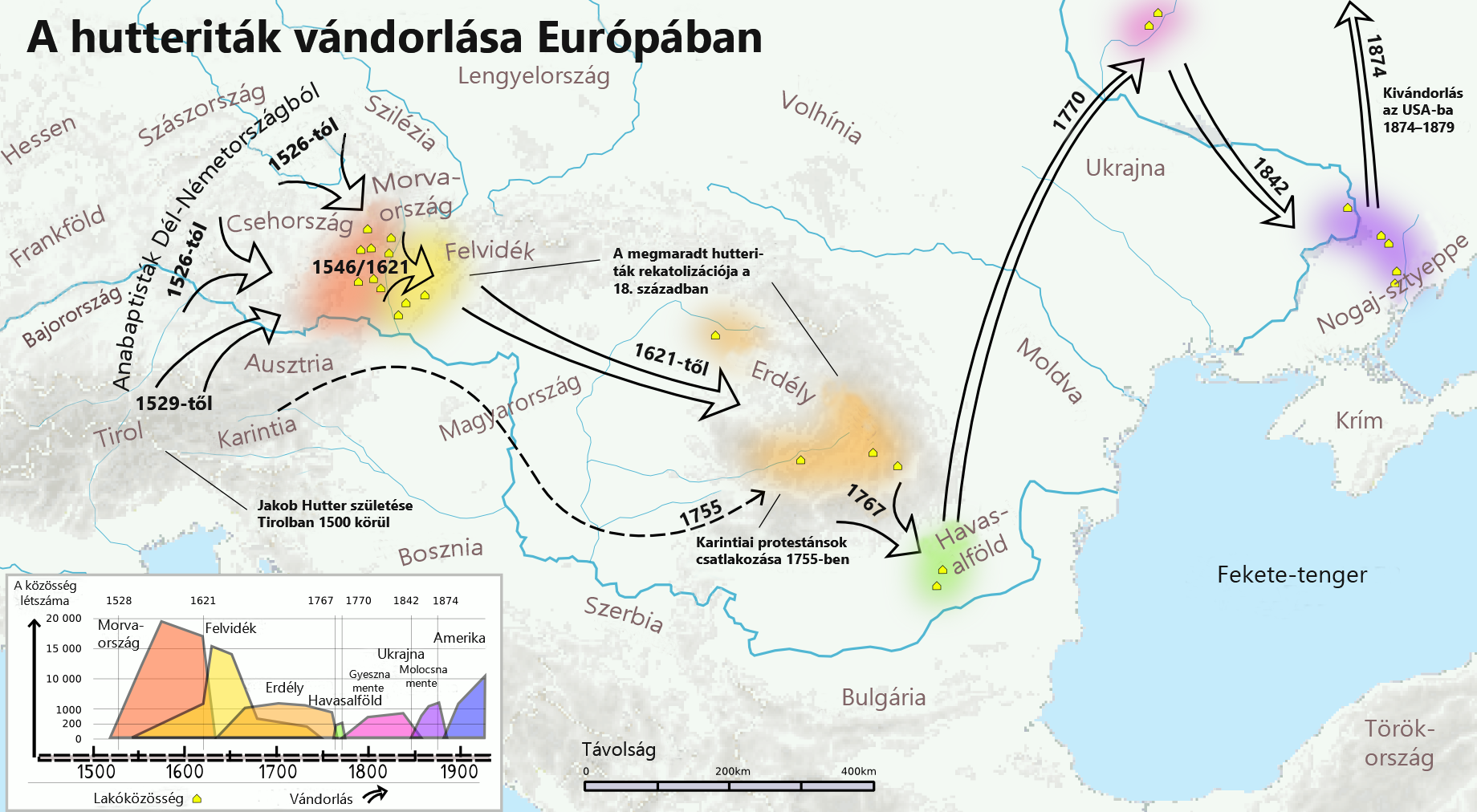
A hutteriták vándorlása Európában

Az anabaptistáknak Morvaországban voltak nagyobb szervezett gyülekezeteik. A morvaországi újrakeresztelőket is 1535 után kegyetlenül üldözték. Vezetőjüket, Jakob Huttert  1536-ban kínzások közepette kivégezték. 1554 és 1592 között, a megtűrtség hosszabb időszakában hatékonyan működtek kommunisztikus alapon szervezett gyülekezeteik.
A katolikus restauráció 1622-ben azután kikergette őket Morvaországból; részben Keletre, részben Amerikába menekültek. 

#### Magyarországon
Az 1540-es évektől Morvaországból érkeztek Magyarországra. A főként német ajkú anabaptista kézművesek (a habánok) az ország északnyugati országrész megyéiben, főleg Pozsony, Nyitra és Trencsén környékén telepedtek le. Bár kiűzésüket az országgyűlési törvénycikkek is elrendelték, 1556-ban Nyitra megyében már püspökükről is van tudomásunk Peter Riedemann személyében. Mivel kiváló iparosok voltak, a magyar nagybirtokosok gazdasági érdekből nem hajtották végre az ellenük hozott rendeleteket. A Thurzók és az Illésházyak birtokain így továbbra is viszonylagos nyugalomban élhettek.
A 17. században azután Bethlen Gábor fejedelem Alvincen, I. Rákóczi György pedig Sárospatakon telepítette le egy-egy csoportjukat.
A vallási türelmetlenség miatt az anabaptista közösségek Mária Terézia uralkodása idején végleg eltűntek Magyarországról, részben továbbvándoroltak, a megmaradtakat pedig katolizálták.

## Üldöztetések és kivándorlások
A katolikus és protestáns hittörténelmi szakirodalom többsége az anabaptistákat olyan csoportoknak állítja be, akik hamis tanokat hirdettek, és a népeket hithagyásba vezették. Ez a negatív történetírás körülbelül négy évszázadig nagyon népszerű volt. Katolikusok és protestánsok egyaránt üldözték az anabaptistákat, kínzásokhoz és más fizikai túlkapásokhoz folyamodtak próbálkozásaikban, hogy a mozgalom növekedését megakadályozzák és az eretnek lelkeknek megváltást hozzanak tanaik nyilvános esküvel való megtagadásával. Protestánsok voltak az elsők a reformáció anabaptistáinak üldözésében. Zwingli maga eretneknek nyilvánította Mantz Félixet és 1527. január 5-én vízbe fojtatta őt, valamint Kálvin maga hagyta jóvá Szervét Mihály 1553. október 27-én, máglyán való megégetését „eretnekségéért”. 1527. május 20-án pedig a katolikus hatalom végezte ki Sattler Mihályt . A 16. század általános vallási légkörét az is jól jellemzi, hogy I. Ferdinánd király „az Anabaptista mozgalom legjobb gyógyszerének” az általa harmadik keresztségnek nevezett vízbefojtást tartotta, és a hivatalos egyházállami (katolikus és református) szervek gyakorlatilag mindenkit újrakereszteléssel gyanúsítottak és üldöztek aki „nem ivott és nem káromkodott túlságosan, vagy azok következtében dolgozóit és családját nem terrorizálta”. Ilyen körülmények között tényleg nem csoda, hogy a jóraigyekvő, békés népek ezrei szenvedtek a csaknem napi eseményeknek számító nyilvános kivégzések során mártír halált.. Thieleman J. van Braght „Mártírok Tükre” című könyve ad részletes beszámolót az Ausztriában, Belgiumban, Németországban, Hollandiában, Svájcban és Európa más részein, Dirk Willems-hez hasonló anabaptisták ezreinek 1525 és 1660 közötti üldöztetéseiről és kivégzéseiről. Ez a könyörtelen üldöztetés volt felelős a mennoniták, amishok, dunkardok, földjeles keresztelők, hutteriták és a különböző beachy és brethren csoportok Amerikába való tömeges kivándorlásáért.

## Jellegzetességei
Az újrakeresztelő mozgalom sajátosságai :
1. bizalmatlanság az államrenddel és az államegyházzal szemben,
2. törvényeskedő erkölcsiség, amely mindenekelőtt a hegyi beszédre vonatkozik
3. mindenféle jogtalanság és erőszak türelmes elhordozása, különösen ha az a híveket a felsőbbség részéről éri
4. a misztikus "belső világosság" tana, vagyis hivatkozás a prófétai megvilágosodásra
5. törekvés a valóban szentekből álló gyülekezet létrehozására
6. a gyermekkeresztség elvetése.

E hat pont közül a 4. és 5. ellenkezik a legélesebben a reformátori alapelvekkel: az előbbi azáltal, hogy nem a Szentírást tekinti a kijelentés egyetlen forrásának, az utóbbi pedig a megigazulással kapcsolatos felfogása révén. 
A fenti sajátosságokhoz olykor fantasztikummal áthatott apokaliptika és kommunisztikus törekvések is társultak. A csendes tűrés gondolata a korai vezetőknél már Hans Hut, de különösen Melchior Hoffman követőinél, a melchiotiáknál abba a szörnyű felfogásba csapott át, hogy Isten parancsa szerint az övéinek karddal kell megsemmisíteniük az istenteleneket. 
Az ilyen túlzások azoknak a példátlanul kegyetlen üldözéseknek a számlájára írhatók, amelyek az újrakeresztelőket, mind a katolikusok, mind az evangéliumiak részéről érték. Melanchthon 1531-ben a wittenbergi egyetem egyik szakvéleményében az újrakeresztelők kivégzése mellett foglalt állást, és ezt a szakvéleményt Luther is jóváhagyta. 
- Londonban, egy meg nem nevezett anabaptista hívő, 1549. április 12-én, egy püspöki szerv előtt a következőképpen nyilatkozott:

„Mi hisszük, hogy az újjászületett ember nem bűnözik; hogy ha a külső ember vétkezik is, a belső ember bűntelen; hogy nincs Személyekből álló Szentháromság; hogy Jézus csak egy szent próféta volt és egyáltalán nem volt Isten; hogy Krisztus csupán a mennybevezető utat tanította meg nekünk; hogy Krisztus nem vette át a Szűz testét; és hogy a csecsemők megkeresztelése teljesen haszontalan.”

### A katolikus egyházhoz viszonyítva
Jellegzetességek a kora újkori katolikus egyházhoz viszonyítva:
|                                    | katolikus egyház                                                                        | felnőttkeresztelő „anabaptisták” |
| ---------------------------------- | --------------------------------------------------------------------------------------- | --- |
| keresztség                         | gyermekkeresztség, meghintéssel, az eredendő bűn megbocsáttatásáért                     | felnőttkeresztség, bemerítkezéssel, a tudatos választás és a lélektől való újjászületés jelképeként                                                         |
| hitismeret forrása                 | magistérium és ökumenikus zsinatok                                                      | közvetlen Biblia-tanulmányozás |
| vezetés                            | a pápaság központi vezetése                                                             | az egyén lelki vezettetése |
| cél                                | az egységesített (katolikus) egyháztanítói nézetek megkövetelése                        | gondolati, lelki szabadság |
| hittérítés                         | bevonás ( hittérítés, keresztelés)                                                      | elkülönülés, (egyes korai csoportok terrorral valósítják meg "Isten országát"), életbizonyság, elszigeteltségük miatt a misztikusságuk vonzó)               |
| istentisztelet                     | fényűzés, ceremóniák, szentségek, kegyhelyek, kegytárgyak                               | teljes egyszerűség, a szenthagyomány egy részének elvetése                                                                                                  |
| bizonyságtevés                     | nem tesznek esküt, keresztség, eucharistia gyakorlása, papok, szerzetesek esküt tesznek | ígéretet tesznek, Isten akaratának alárendelve, belépés, a megtartása nem lelkiismerettől, vagy személyes belátástól függ -> lelki szabadság elvesztése     |
| mit akarnak? hogy akarják?         | az embereket Istenhez vezetni, megtérés, személyes lelki élet, üdvözülés                | e földi lét tisztaságban való lelki túlélése vagyonközösség, mennyei gazdagság gyűjtése (→ egyszerűség (vallás)) fegyver nélküli ellent nem állás üdvözülés |
| rendfenntartás eszköze, gyakorlata | kívülről: katonaság fenntartása másokon való uralkodás, szolgálat megkövetelése         | belülről: Krisztus testébe való beilleszkedés vágya magán való uralkodás                                                                                    |

### x
A reformációt követő anabaptista mozgalmak a következőkben hasonlítottak egyes korábbi középkori eretnekmozgalmakhoz:
1. Néhányan Menno Simons tanításához hasonlóan azt tanították, hogy Krisztus a testét nem anyjától kapta, hanem azt a mennyből hozta, mások úgy gondolták, hogy azt az Ige (Logos) készítette. Voltak akik odáig is elmentek, hogy azt állították, hogy Krisztus isteni teste Márián csak átment, mint ahogy a víz átfolyik egy csövön. Ellenségeik és kívülállók is néha azzal vádolták az anabaptistákat, hogy tagadják Krisztus megtestesülésének tanát. Ezt a vádat Menno Simons többször is tagadta, és bizonyíthatóan hitt Jézus feltámadásában és Krisztus megtestesüléseben.
2. Az anabaptisták is mélyen elítélték az esküdözést és a viszályoknak törvény-bíróságok elé való vitelét.
3. A hívőknek nem volt szabad fegyvert viselniük vagy a bántalmazók ellen erőszakkal fellépniük, valamint kardot forgatni és hitük szerint keresztényeknek nincs „jus gladii”, azaz halálos ítéletre való joguk.
4. A polgári kormányzat a Világhoz tartozik olyan értelemben, ahogy azt Jézus is használta: „Adjátok meg azért a Császárnak a mi a Császáré; és az Istennek a mi az Istené.” (Máté evangéliuma 22:21). Az Isten királyságához tartozó hívő nem tölthet be semmilyen állami hivatalt, és a kormányzati követeléseknek passzívan kell engedelmeskedni.
5. A bűnösöket és hűtleneket Máté evangéliuma (18:15–18) alapján a közösségből ki kell rekeszteni, a szentségekből ki kell zárni és a hívőknek velük való kapcsolatát meg kell szakítaniuk, hacsak nem térnek meg bűneikből.

Bizonyos szekták azt vallották, hogy a felszentelt hívők nem tudnak vétkezni. (Ez egy nagyon ősi hitelv, amit manapság egyesek valószínűleg félreértve az „egyszer megmentett – mindig megmentett” elvvel azonosítanak, amely szerint Jézus a világ MINDEN bűnéért váltságdíjat fizetett, így nem csak a megtérés előtti, hanem az azt követő bűnök is meg vannak bocsátva, tehát nincs szükség a tudatosan bűntelen életre való igyekezetre.) Úgy tűnik, hogy köreikben kézről kézre járt egy kis „Apostolok Tanításai” című könyvecske, mert Longland, angol püspök 1518 és 1521 között gyakran dorgálta az anabaptistákat, mivel ők folytonosan ismételgették annak egyik mondását: „nem szabad alamizsnát adni, mielőtt az az ember kezében jól megizzadt”.

### Egyéb fő jellegzetességek
- Vallásszabadság (az állam és egyház szétválasztása)
- Egyetemes papság (közbenjáró papsági hierarchia nélküli, Istennel való közvetlen kapcsolat)
- A Biblia, mint a hit és gyakorlat egyedüli mércéje
- Szertartások a szentségek helyett elve.

## Irányzatok
A reformáció mellékáramlatainak hívei nem voltak egységesek, egyes vallástörténészek a korai újkorban legalább négyféle csoportot különböztetnek meg:
- A tényleges anabaptisták csoportjai a következő vezetőkhöz kapcsolódnak: Kaspar Braitmichel , Konrad Grebel , Balthasar Hubmaier , Hans Hut , Anneken Jans , Felix Manz , Pilgram Marbeck , Dirk Philips , Michael Sattler , Leupold Scharnschlager , Leonhard Schiemer , Menno Simons és Ulrich Stadler
- A misztikus-spiritualistákat a következő vezetők képviselik: Hans Denck , Sebastian Franck , Heinrich Niclaes és Kaspar Schwenckfeld. A spiritualisták a Szentírás "betűje" fölé helyezték a "lelket", amely mint "belső világosság", azaz személyesen átélt kinyilatkoztatás a bizonyosság egyetlen forrása.
- A "rajongók" ("túlfűtöttek") vezetői: Melchior Hofmann , Andreas Karlstadt , Thomas Müntzer és Bernhard Rothmann .
- Az antitrinitáriusok: Sebastian Castellio, Bernardino Ochino, Szervét Mihály és Lelio Sozzini

Az újrakeresztelő mozgalomnak szinte áttekinthetetlenül sok válfaja volt, a misztikus-spiritualisták, a rajongók és az antitrinitáriusok egymáshoz való viszonya rendkívül változatos volt, a legkülönfélébb eredetű gondolatok keveredtek bennük: misztikus, khialisztikus, panteista, szocialista nézetek, a 14-15. század skolasztikájának kritikai gondolatai, a reneszánsz, a lutheri és zwingliánus reformáció eszméi. 
Az 1560-1570-es években az anabaptista mozgalomnak legalább ötféle, egymástól eltérő irányzatát különböztetik meg.
A korai anabaptista csoportok négy földrajzi területen szerveződtek szilárdabb egységbe : 
- a svájci csoport, amelyet Konrad Grebel és Felix Manz alapított Zürichben még Zwingli idején
- a dél-németországi csoport, amelynek első vezetői Balthasar Hubmaier és Hans Denck voltak
- Morvaországban a hutterita közösség
- Németalföldön és Észak-Németországban a mennoniták

| anabaptista csoportok            | vezető személyek                                                                        | tanítási prioritások                                                          | reformátorokhoz való csatlakozás                  | mai irányzat |
| -------------------------------- | --------------------------------------------------------------------------------------- | ----------------------------------------------------------------------------- | ------------------------------------------------- | --- |
| Svájci Testvérek                 | Konrad Grebel, Felix Manz, Jörg Blaurock, Michael Sattler, Wilhelm Reublin              | biblicizmus, aszkétizmus, az újszövetségi ősegyház rend helyreállítása        | Ulrich Zwingli                                    | mennoniták Svájcban, Dél-Németországban és Franciaországban, valamint Amerikában (részben amishok, részben mennoniták) |
| Dél- és Közép-német anabaptisták | Hans Denck, Hans Hut, Pilgram Marbeck, Balthasar Hubmaier                               | apokaliptizmus, spiritualizmus, evangéliumi radikalizmus, antiklerikalizmus   | Thomas Müntzer, Ulrich Zwingli, Andreas Karlstadt | részben mennoniták, de nagy részüket kiirtották vagy áttérítették a harmincéves háború idején                          |
| Hutteriták és morva anabaptisták | Jakob Hutter , Peter Riedemann, Peter Walpot                                            | biblicizmus, az újszövetségi ősegyházi közösség helyreállítása                | Ulrich Zwingli                                    | hutteriták Észak-Amerikában                                                                                            |
| Németalföldi anabaptisták        | Melchior Hoffman, Jan Matthys , Leideni János, Obbe Philips, Dirk Philips, Menno Simons | spiritualizmus, apokaliptika, a "tiszta" egyház, krisztológiai monofizitizmus | Andreas Karlstadt, Luther Márton                  | mennoniták / Mennon testvérek Hollandiában, Észak-Németországban és Észak-, Közép- és Dél-Amerikában                   |

### A mozgalomból származó egyéb irányzatok
Számos ma is létező felekezeti testület bizonyíthatóan is az ún. kontinentális anabaptisták utódjainak tekinthetők. Ilyenek például a már korábban is említett mennoniták, amishok, dunkardok, Földjeles Keresztelők, hutteriták és a különböző beachy és brethren közösségek. Egyes írók e közösségeket megkülönböztetik aszerint hogy intézményesen (mennoniták, amishok és hutteriták), vagy lelki irányzatban (brethren, bruderhof gyülekezetek és kvékerek) tekinthetőek leszármazottaknak. Mindenesetre bizonyos történelmi kapcsolat minden esetben kimutatható, ha nem is olyan tisztán mint az intézményes leszármazottak esetében. Azonban, bár sokan a jobban ismert anabaptista közösségeket (mint a mennoniták, amishok és hutteriták) nemzeti csoportosulásoknak vélik, a mai anabaptista testek többnyire nem tekinthetőek a kontinentális anabaptisták nemzeti leszármazottainak. A Mennonita Világkonferencia (MWC) szerint 2015-ben kb. 2 100 000 hívő tartozik e hitcsaládhoz.
Az unitarianizmus (szentháromság-tagadás) irányzata szintén a 16. századi reformáció radikális anabaptista ágából nőtt ki. Spanyolországban és Itáliában született meg, de mivel itt kegyetlenül üldözték a követőit, végül keleten: Lengyelországban és Erdélyben terjedt el.

## Anabaptista örökség

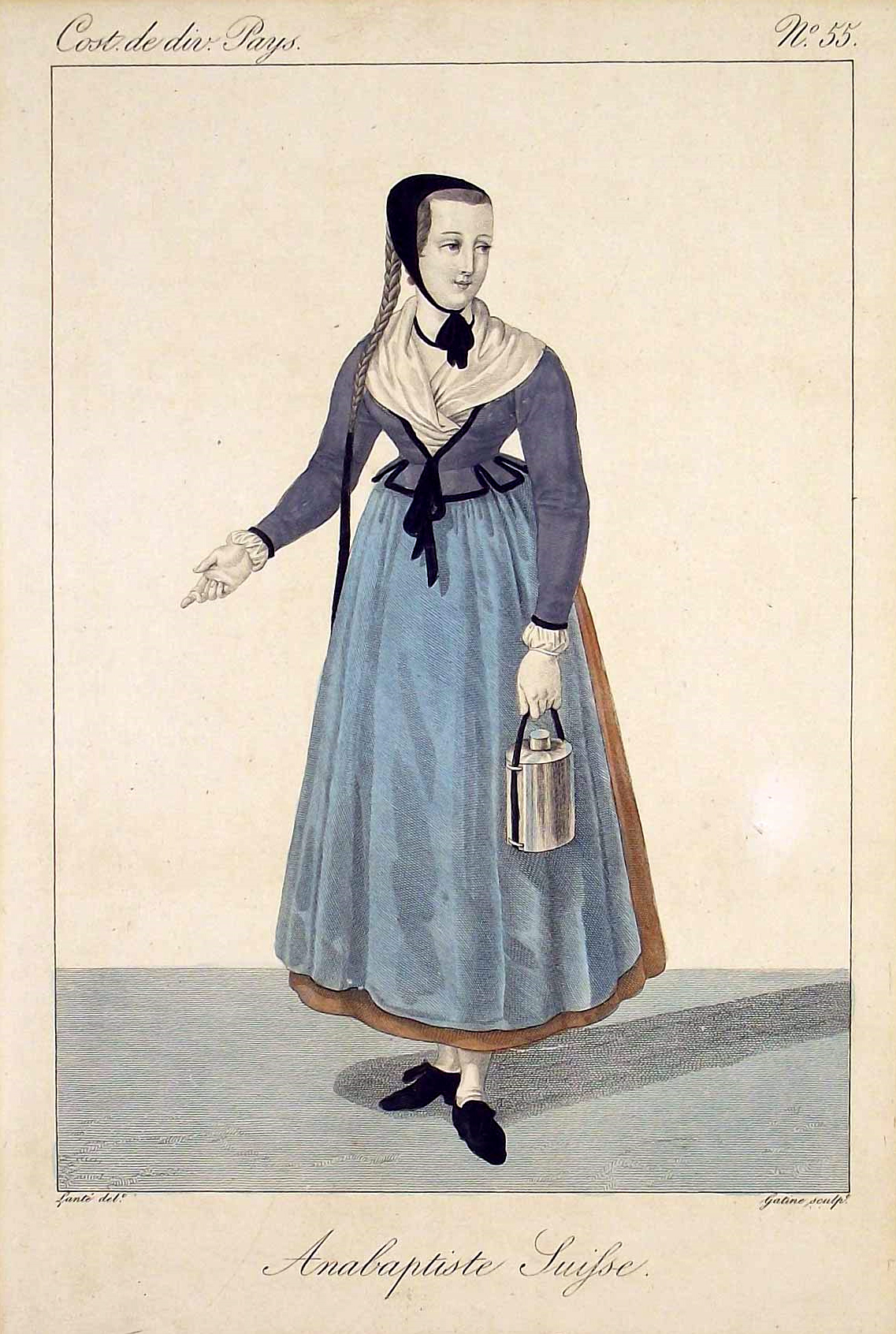
Svájci anabaptista nő 1820 körül

Az a tény, hogy az egyik történelmileg anabaptista hittétel – nevezetesen, hogy az embereknek személyesen, tudatosan és akarattal kell Istennel kapcsolatot tartani – megtalálható a legtöbb evangélikus Protestáns egyházak hittételi között annak ellenére, hogy azok történelmileg nem kapcsolhatók az anabaptistákhoz, ez a tény élő tanubizonysága a mozgalom széles körű kihatásának.
Mindazok, akik értékelni tudják a szabad egyház és a vallási szabadság (amit gyakran az állam és egyház elkülönülésének hívnak) eszméit, nagyon lekötelezettek az anabaptistáknak. Amikor ezeket az eszméket a 15. és 16. századi anabaptisták elkezdték hirdetni, az államtól független vallási szabadság egy radikális gondolat volt és mind az egyházi, mind pedig az állami vezetőknek teljesen elképzelhetetlennek tűnt, nekik a vallásszabadság az anarchiával volt egyértelmű.
William Roscoe Estep (1920–2000) szerint „Mindenütt, ahol az emberek hisznek az egyház és állam szétválasztásának garanciájával támogatott vallási szabadságban, ott ők ezen örökség részeseivé vállnak. Mindenütt, ahol az emberek megértik az anabaptista tanítás lényegét, ott ők ez örökség jogosultjaivá vállnak. Mindenütt, ahol testületi tanítás (szervezeti kultúra) alárendeli magát az Újszövetségi egyház példájának, ott az örökös e hagyaték teljes birtokosává válik.”
A genealógusok (származáskutatók) szintén elkötelezettek az anabaptistáknak, mert az anabaptista mozgalom része volt azoknak a protestáns mozgalomnak, amely átvette a konfirmálási szertartást a katolikusoktól és így jött létre a keresztelés nyilvántartási rendszerük.
Összességében a késő középkori anabaptista mozgalomnak köszönhetőek a következő eszmék:
- Vallásszabadság (az állam és egyház szétválasztása
- Egyetemes papság (közbenjáró papsági hierarchia nélküli, Istennel való közvetlen kapcsolat)
- Biblia, mint a hit és gyakorlat egyedüli mércéje
- Szertartások a szentségek helyett

## Újrakeresztelők hitvallása

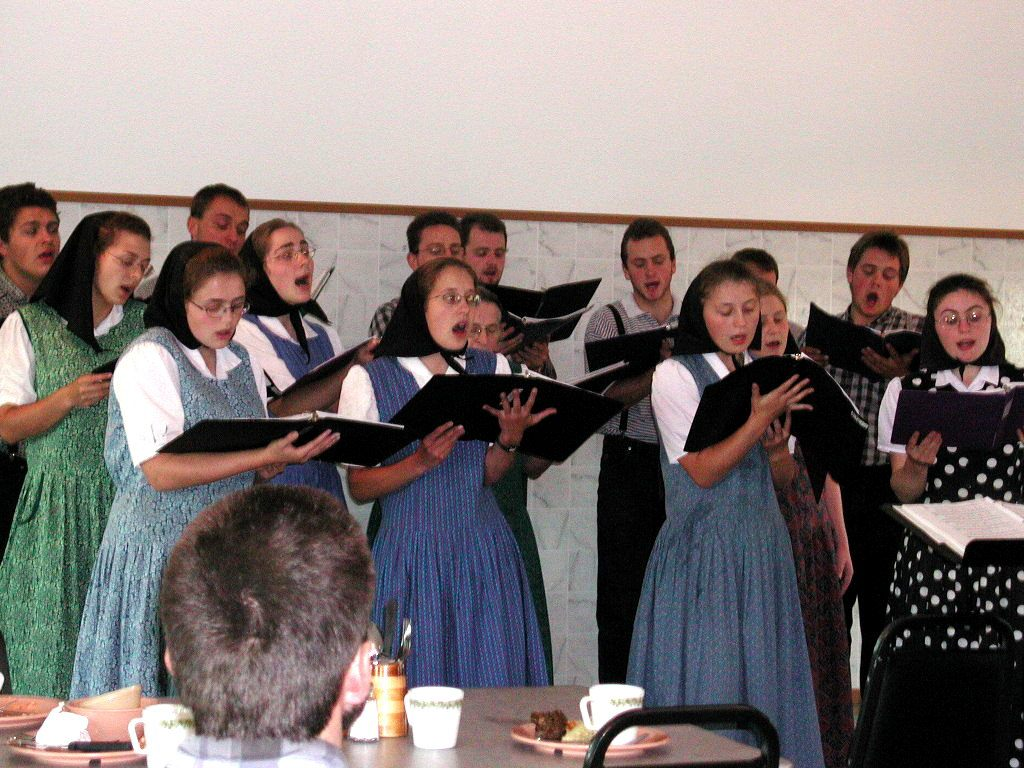
Észak-amerikai hutteriták énekelnek

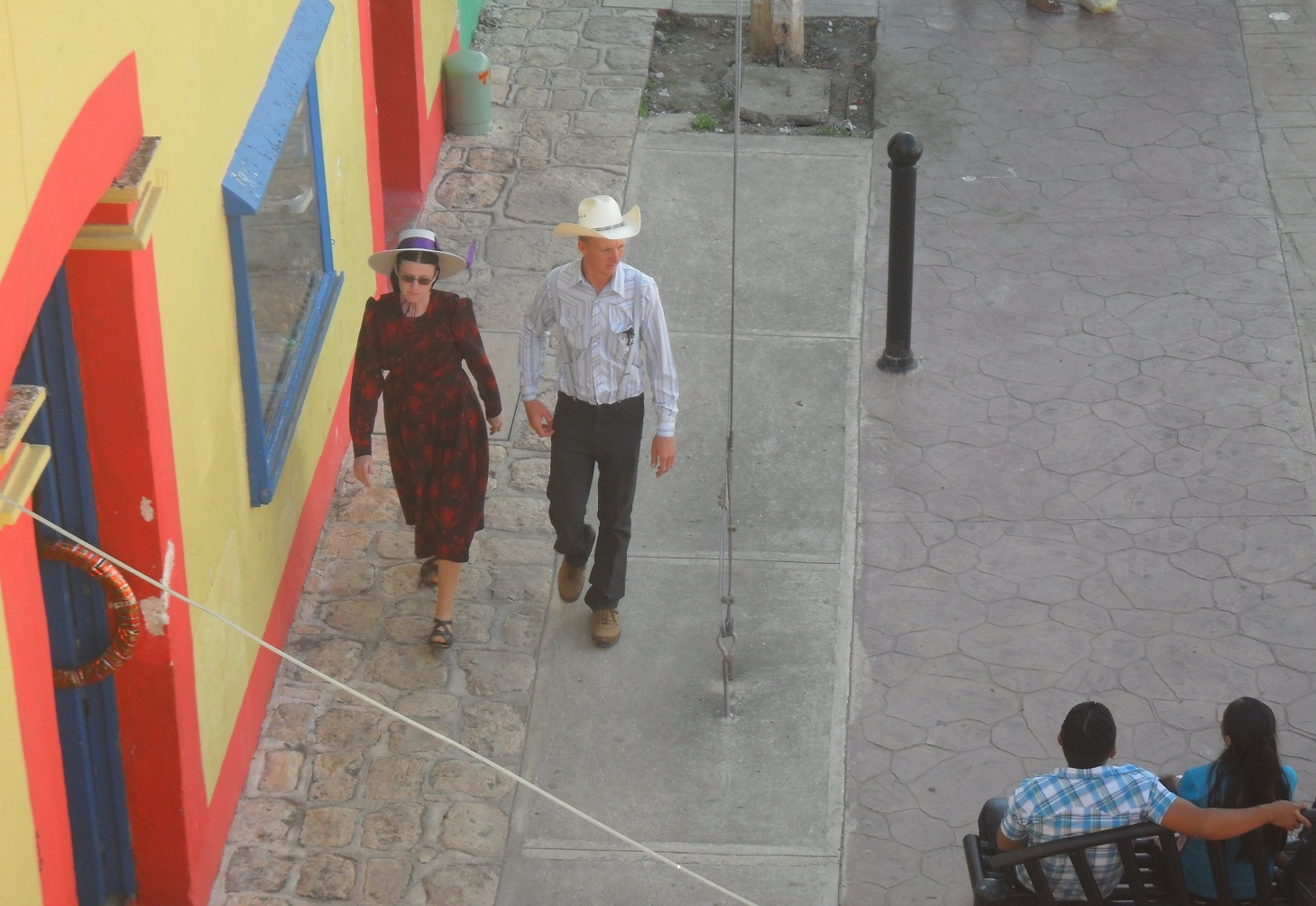
Mexikói mennonita pár

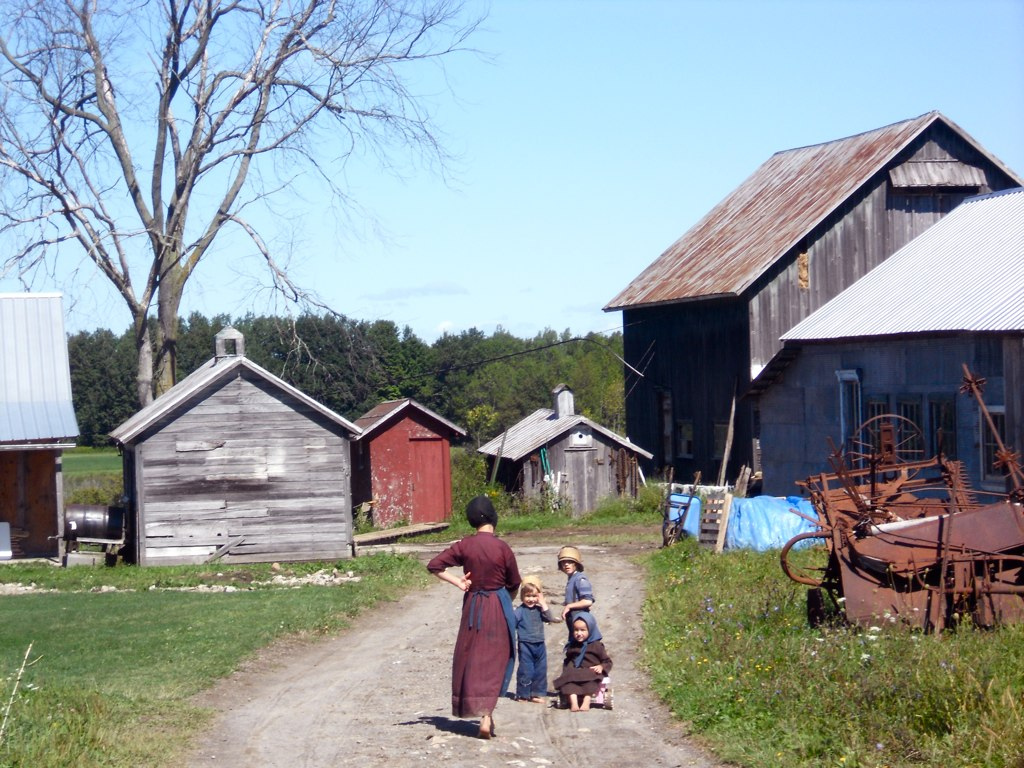
Amishok New York államban

Az anabaptista teológia központi elemei közé tartoznak a következők:
1. csak felnőtt hívők keresztelhetők meg (ld. credobaptizmus),
2. az úrvacsora nem szentség, hanem Krisztus haláláról való megemlékezés (szimbolizmus),
3. a kenyér és a bor csak megkeresztelt hívőkkel törhető meg (korlátozott áldozás),
4. a keresztényeknek a világtól elkülönülten kell élniük (vallásos elkülönülés),
5. a keresztények nem esküdhetnek, nem lehetnek világi hivatalban, nem gyakorolhatnak önvédelmet, nem mehetnek háborúba (egyház és állam elválasztása),
6. az igazi vallásos átalakulásnak meg kell nyilvánulnia a társadalmi javulásban is. Ez mind egyénekre, mind közösségekre vonatkozik.

Az anabaptisták a reformátorokat megelőzve gyakoroltak egyházi fenyítést. A svájci Schleitheim városában az anabaptisták Sattler Mihály (kb. 1490–1527) vezetésével 1527-ben egy hét cikkelyből álló határozatot hoztak a súlyos üldöztetések közepette kialakuló megalapozatlan gyakorlatok elkerülése végett, mely Schleitheimi hitvallás néven vált ismeretessé. Ebben leírták állásfoglalásukat:
- 1) keresztelésről,
- 2) büntetésről (kiközösítés),
- 3) úrvacsoráról,
- 4) a világtól való elkülönülésről,
- 5) (egyházi) vezetőségről,
- 6) fegyverfogásról,
- 7) esküről.

Elítélték az erőszak alkalmazását, a bírósági jogorvoslatok keresését, az állami hivatal betöltését és az esküt. Tiltották a parókiális templomok és a kocsmák látogatását. A Schleitheimi hitvallás-t az összes korai anabaptista elfogadta.
Bucer Martin reformátorra nagy behatást tett ez az anabaptista gyakorlat és megpróbálta Straßburgban alkalmazni. Kísérlete Straßburgban ugyan sikertelen volt, de Kálvin Jánost sikerült meggyőznie és Genfben ő bevezette az egyházi fenyítés rendszerét. Kálvin 18 éves volt mikor ez a Schleitheimi Hitvallás megszületett, de mikor 1544-ben először elolvasta úgy nyilatkozott, hogy „ezek a szerencsétlen, hálátlan népek megismerték ezeket a tanításokat és később más helyes nézeteket is tanultak tőlünk”. Ugyanakkor Bender Harold és kollégái szerint az anabaptisták „vallásos kérdésekben önkéntesek, egyházi kérdésekben állami befolyástól mentesek és biblia olvasók voltak, akik az erkölcsi veszélyeztetettségek elkerülésére az állami vezetéstől távol tartották magukat, és minden igyekezetükkel az erkölcsös életet hangsúlyozó Jézus szenvedő szolgái akartak lenni és Jézushoz hasonlóan üldöztetések áldozatai voltak és mártíromságot szenvedtek, mégis megpróbálták a Konstantin-előtti keresztény egyszerűséget visszaállítani”. Annak ellenére, hogy az anabaptista mozgalmon belül történelmileg jelentős különbségek alakultak ki, a protestánsokkal összehasonlítva, megfigyelhetjük az anabaptisták hitének és gyakorlatának következetes magját.
Miután Luther Márton feladta a Római Katolikusság átalakításába vetett reményét, ezek a csoportok megtagadták a gyermekkeresztelés érvényességét, és hamarosan elutasították az összes Római Katolikus keresztséget. Ezért, megkeresztelték mindazokat, akiknek szerintük eddig nem volt részük semmilyen keresztény beavatásban, és az állították, hogy ez, a hitük megvallása után kapott volt az első szabályszerű keresztségük.

### Keresztelés
Mint azt már a korábbiakban is láttuk, az anabaptisták nézete szerint a keresztelés csakis azon bűnbánó hívők számára van fenntartva, akik teljes tudatában vannak annak, hogy bűneik megbocsátást nyertek. Ezzel a tudatlan csecsemők keresztségét elutasították, és így a Római Katolikusokkal és a Protestáns Reformátorokkal is ellentétbe kerültek. A Schleitheimi Hitvallás (1527) szerint „Keresztelés mindazoknak adható akik megtanulták a bűnbánatot és az élet helyesbítését, és akik igazából hiszik hogy Krisztus elvette bűneiket és mindazoknak akik Jézus Krisztus feltámadásában járnak és Véle el akarnak temetkezni a halálban, hogy Véle feltámadhassanak az életre és mindazoknak akik ezzel a jelentőséggel tőlünk azt kérik és maguknak azt követelik. Ez minden csecsemőkeresztséget kizár, mivel az a pápa legmagasabb és fő utálatossága. Ebben található az apostolok alapítványa és bizonysága. Máté 28, Márk 16, ApCsel.2,8,16,19”. A Dordrecht Hitvallomás (1632) kijelenti „A keresztelést illetően megvalljuk, hogy minden bűnbánó hívőnek, aki hit, újjászületés és a Szentlélek általi megújuláson keresztül Istennel eggyé tétetik és feliratik a mennyben, a Szentírás szerinti hitvallás és az élet megújulása után meg kell keresztelkednie az Atya, Fiú és a Szentlélek legérdemesebb nevében és az apostolok tanításai, példái és gyakorlatai alapján, a bűneik eltemettetésére, hogy a szentek közösségébe foglalhattassanak; hogy ezután megtanulhassák minden dolognak megtartását, amit az Isten Fia az Ő tanítványainak tanított, hátrahagyott és megparancsolt.”.
A hívők keresztsége volt az ami a 16. századi anabaptisták figyelmét magára vonta, de annak módja is fontosnak bizonyult. A többség láthatóan a öntéssel való keresztséget tanította és gyakorolta, míg egy kisebbség a bemerítkezésben hitt. Több elképzelés alakult ki e kérdésben és mint Menno Simon példájából is láthatjuk, néha még az elmélet és a gyakorlat sem egyezett, ugyanis Menno Simon írásaiban a bemerítkezés általi keresztséget javasolta mint helyes gyakorlatot, de valójában öntést alkalmazott. Mások is tanúsítottak bizonyos következetlenséget és némelyek még a hintést is elfogadták alternatív módszerként. A 17. század fordulójakor a Hutteriták és a Lengyel Testvériség vitatták a helyes módszert, és a Racovi Hitvallásba (1604) Ostorodt Kristóf a lengyel vezető a bemerítkezés általi keresztelést foglalta be. A mennoniták, Svájci Testvérek, Dél Német Anabaptisták és Hutteriták nem tartották a keresztelés módját nagyon fontosnak, és míg a bemerítkezést nem vetették el, addig az öntést valószínűleg sokkal praktikusabbnak találták.

### Krisztológia
A krisztológia a hittudomány azon ága, mely Jézus Krisztus személyének és munkásságának az Ő istenségéhez, emberségéhez és a megváltás munkájához való viszonyát kutatja. A 16. századi anabaptisták óhitű Trinitáriánusok voltak, akik hittek a Szentháromságban, és elfogadták Jézus Krisztus emberi és isteni mivoltának és a kereszten való halálán keresztüli megváltás tanait. Bizonyos anabaptisták azonban az Ő emberiségét érintő területen elfogadtak olyan nézeteket is, amik őket eretnekség gyanújába keverhették. Többek között Menno Simon, Melchior Hoffman és Dirk Philips is tanításaikban „égi test”-ről beszéltek, és Denck János (1500–1527) nézeteit gyakran hívták „Íge Krisztológiá”-nak. Ez utóbbi jelentősen kisebb hatással volt a mozgalom egészére.
Jézus Krisztus kettős természetét magyarázva Menno Simon és Dirk Philips arra következtetésre jutott, hogy Jézus embersége nem Máriától származik. Ez a nézet „mennyei test” és „Megtestesülési Krisztológia” néven is ismert. E nézetüket Melchior Hoffman-tól vették, aki valószínűleg kapcsolatban volt az ossigi Schwenkfeld Gáspárral. Hoffman így írt: „Mostanára eleget hallottunk már arról, hogy Ádám egész magja, legyen az ember, asszony, vagy szűz, teljességében átkozott, s így örök halálra kárhoztatott. Namost, ha Jézus Krisztus teste is ilyen hús és vér lett volna, abból az következne, hogy a megváltás még nem történt meg. Ugyanis Ádám magja a Sátáné, és az ördög tulajdona.”. Mennó is hasonló következtetésre jutott: „..ugyanilyen módon, a mennyei Mag, nevezetesen az Isten Szava vettetett el Máriába és az ő hite által, miszerint méhében a Szentlélek által fogantatott meg, az Ige testté lett és Mária testében nevelődött; ezért neveztetik a méh gyümölcsének, ahogy a természetes gyümölcsöt is a természetes anya gyümölcsének hívják.” 71 évvel Menno Simon halála után 1632-ben ez a vélemény kimaradt a Dordrecht Hitvallomásból, mivel az „égi test” tana nemcsak az anabaptisták és a protestánsok között okozott súrlódásokat, hanem az egyes anabaptista csoportokon belül is viszályságok keveredtek miatta.
Lengyelországban és Hollandiában egyes anabaptista csoportok akik a két Socinus, az 1562-ben elhalálozott zürichi Laelius és az 1604-ben meghalt lengyel Faustus-t követő Lengyel Testvériség-gel tartottak, tagadták a Szentháromság tanát, és a Rakow Katekizmusban összegezett, kételkedő más nézeteket is vallottak, többek között az okról, és Jézus istenségéről is. Ezekkel Menno és követői nem tartottak lelki közösséget. Másfelől pedig az olaszországi anabaptisták ugyan Szentháromság ellenes alapokon álltak, mégis általában az anabaptista mozgalom részének tartják őket.

### Úrvacsora
A korai anabaptisták Schleitheim Hitvallásában használt „kenyértörés” kifejezés az Úrvacsorára utal, mely nagymértékben hasonlít a Zwingli-féle szimbolikus nézethez, ugyanis a résztvevők közösségi természetét hangsúlyozza ki, azaz a lelki egység, a Krisztusban való lelki közösség jelképeként értelmezik ahogy Pilgram Marpeck is írta: „Mint egy test tagjai, mi a Krisztus halálában való és a szennyezetlen testvéri szeretet általi testi egységünket nyilvánítjuk ki”. A szentség megnevezés általánosan és tudatosan el van utasítva ahogy azt a továbbiakban írja: „Az Úrvacsora igazi jelentését elmisztifikálja és elhomályosítja a szentség szó”. Sok anabaptista közösség az Úrvacsora vételével együtt szertartásos lábmosást is gyakorol.

### AzÓszövetségről
A legtöbb anabaptista közösség elfogadja mind az Ó-, mind pedig az Újszövetségi iratokat az Isten szavának lenni, de kifejezetten az Újszövetséget tartják egyházaikban a hit- és gyakorlatok mércéjének. Néhányan ezt olyan erősen hangsúlyozták, hogy időnként az Ószövetség elutasításának vádja is illette őket. Denck János és Ludwig Hätzer készítette az ószövetségi próféták első német nyelvű fordítását az eredeti héberről. A modern anabaptisták által elutasított Münsteriták pedig elfogadtak egyházi normatívának olyan ószövetségi gyakorlatokat is, mint a „teokrácia~papsági uralom” és többnejűség.

## Nézetek az anabaptizmusról
| Ahogy azt Engels is kimutatta, az önként és tudatosan vállalt keresztség jegyében kialakult anabaptista eretnekség, mint egy mozgalom, lényegében valamennyi uralkodó osztállyal való szembenállás volt. Ez volt létrejöttének fő oka és összetartó ereje is. Társadalmi bázisát tekintve az anabaptista mozgalom a népi mozgalmakból eredő plebeiusi-paraszti eretnekmozgalom volt tehát, amely a kezdeti reménykedés, s az azt követő kiábrándulás után a lutheri reformációval is szükségképpen szembefordult és következetesen továbbvitte, továbbfejlesztette azokat az antifeudális törekvéseket, amelyeket a feudális katolicizmussal szemben mint a népi reformáció előfutára már a korai protestáns eretnekség is képviselt. Például Münzer Tamás (1489–1525), a német parasztháború forradalmi vezére katolikus papként már korán felismerte a parasztság feudális elnyomatását, és biztonságos társadalmi helyzetét feladva annak felszabadításáért áldozta életét. Engels is elismerte az osztályharc korai képviselőjeként, és „a történelmi materializmus klasszikus védőjé”-nek nevezte őt. A Német Demokratikus Köztársaságban az osztályharc hőseként 1975-ben arcképét az 5 márkás bankjegyre nyomtatták. Történelmi távlatból tekintve a 16. századi anabaptista mozgalomnak főleg kultúr- és egyháztörténeti jelentősége van. A politikai történelemre közvetlenül csupán a németországi parasztháború kirobbantásával hatott. Közvetett jelentősége azonban mérhetetlenül fontos, ezért érdemes a korabeli viszonyokat hacsak vázlatosan is áttekinteni. A reformáció kialakulásának legközvetlenebb oka a katolikus egyház elvilágosodása volt. A katolikus egyház nagy birtokkal és egyre nagyobb vagyonnal rendelkezett, amiből az uralkodó világi személyek (nemesek) szolgálataikért egyházi birtokot és méltóságot kaptak. Így a nemesek egy része az egyházi rend részévé vált, de különösebb emelkedett lélek hiányában; ők tovább folytatták világi életüket és nem foglalkoztak az egyházi ügyekkel. Az egyház ezeréves fennállása során így kialakult az egyházon belül egy elvilágiasodott réteg, mely szükségszerűen magával hozta az egyház erkölcsi züllését. Ez a züllés abban nyilvánult meg, hogy az egyházi személyek nem tartották be szigorú egyházi reguláikat (például a katolikus papok megházasodtak, s még ilyen pápa is volt!). A kor szellemét jól példázza, hogy míg egyházi méltóságokat vesztegetések nélkül, nyilvánosan, pénzért adtak-vettek (szimónia), addig a 14. században elkezdődött, és a középkor végét jelentő szellemi-művészeti-tudományos megújulás, a reneszánsz a már úgyis ősinek számító dogmák erejét erősen próbára tették. A 16. század a reneszánsz pápák, időszaka volt, amikor a pápák, mint X. Leó pápa is, nagy építkezéseket folytattak (például a Szent Péter-bazilika Rómában), és nagy hírnévre szert tett művészeket, mint Leonardo da Vincit, Michelangelót, Raffaellót stb. foglalkoztatták, miközben elhanyagolták az egyház ügyeit. A fényűző életmódjuk és e drága építkezések fedezésére minden jövedelmi forrást felhasználtak, így búcsúcédulákat és bűnbocsátó cédulákat is árusítottak. A német társadalom Luther Márton kezdeményezésére ezzel a római katolikus egyházzal fordult szembe, s a reformáció elindult. A parasztság kevesebb adót, a polgárság olcsóbb szertartásokat, vagyon- és birtokmentes egyházat, fényűzés nélküli életmódot követelt, míg a német fejedelmeknek az egyházi birtokok kellettek. A reformáció első ága Luther nevéhez fűződik és a társadalom felső rétegeinek igényeit elégítette ki, míg a második ág Kálvin neve alatt a városi polgárság mozgalma lett. A néptömegek, a parasztság hangját azonban senki sem hallotta, amíg Münzer Tamás Zwickauban a már sok helyen éledező anabaptista (újrakeresztelő) mozgalomhoz csatlakozott. Itt a csecsemőkeresztség elvetése és a felnőttkeresztség hirdetése mellett az ezeréves birodalom (Isten országa) azonnali eljöveteléről tanított, aminek a lényege az volt, hogy a mennyországot nem a túlvilágon kell keresni, hanem a földön, ugyanis szerinte nincs mennyország, nincs magántulajdon, nincs államhatalom, csak vagyonközösség. Ezek az eszmék a már fennálló feudális rendet alapjaiban támadták, és nagy benyomást keltettek a német parasztság köreiben, akik a földesurak majorságainak a jobbágytelkek rovására való növekedésével a robot- és terményadó emelkedésétől szenvedtek. Mikor 1524-ben a földesurak kisajátították a közös használatú legelőket, a parasztok, a városi plebejusok és néhány kisnemes támogatásával és Münzer Tamás vezetésével Svábföldön kirobbantották a németországi parasztháborút, mely átterjedt Frankföldre és Türingiába is Geyer Flórián kisnemes vezetésével. A szövetséges német fejedelmek 1525 májusában leverték Münzer hadait és véres megtorlásba kezdtek. A Katolikus Enciklopédia szerint mindig is voltak körülöttünk bizonyos kifogásolható személyiségek, akik, bár fontosságukat tekintve említésre sem méltóak, mégis különböző korokban hírnévre tettek szert, vagy zavargásokat okoztak az Egyházban hazudozásaikkal, vagy erkölcsi gyalázatosságaikkal. Sokuk képmutatóan az áhítatosság álarca mögé rejtették gonosz szándékaikat. A mozgalom vezetői közül legfőképpen az anabaptista Jan Beuckelszoon épértelme marad mindörökre kétségben. Ő Leideni János néven 1534 és 1536 között Münster város zsarnokává vált. Magát természetfölötti hatalmakkal és lelki ajándékokkal felruházottnak érezve tizenhat feleséget vett és nagy kedvét találta saját ítéleteinek saját kézzel való végrehajtásában és ennek megfelelően nyilvános kivégzések keretében áldozatait saját kezűleg darabolta fel. Ez a tizenkét hónapig tartó eset jó példaként szolgált mindenki számára az anabaptisták eretneksége halálos bűnét illetően, és így az anabaptista mozgalom soha többé nem tett szert politikai befolyásra. Matthys János 1534. január 5-én kiáltotta ki Münstert az „Új Jeruzsálem”-nek, és nagy számú követője gyűlt össze a városba. Hamarosan több mint 1000 embert kereszteltek újjá. Mámoros készületekbe kezdtek a város védelmére és a világ megváltására. Matthys, aki arra a napra jövendölte meg Isten ítéletét a Gonoszon, azzal a képzelgéssel, hogy ő a második Gideon, maga mellé vette harminc követőjét, és egy kirohanást csinált az ostromló hadak ellen. Természetesen egész seregével megölték, és fejét póznára tűzték, hogy a városból mindenki jól láthassa. Ugyanakkor meg kell említenünk, a korabeli politikai viszonyok nagyban járultak hozzá ahhoz az általános helyzet kialakulásához, melyben az egyház papi rendjében kisebb rendellenességek alakultak ki. Ennek tudható be a nagy számú színlelt, vagy becsapott elragadottak feltűnése is, akik gyakran kihasználták a csodaváró népek éhes hiszékenységét. Így például az egyik leghíresebb elragadott, Magdalene de la Cruz (1487–1560), egy kordovai franciskánus apáca volt, akit hosszú évekig szentként tiszteltek. Sokan hitték, hogy Jézus keresztre feszített testének sebeit viseli, és az úrvacsorán kívül semmi étellel nem él. Sokan úgy tudták, hogy az áldott szentség a szolgáló pap kezéből egyenesen az ő nyelvére repül, és olyankor teste a föld felett lebegett, valami természetfölötti fényben ragyogva. Ez az általános ajnározás oly nagymértékű volt, hogy várandós anyák bölcsőket és babaruhákat küldtek neki, hogy azokat megáldja. Izabella császárné is így tett 1527-ben II. Fülöp születése előtt. Loyolai Szent Ignác azonban gyanakodott, és mikor Magdalena 1543-ban megbetegedett és megvallotta álszenteskedését, és hogy valójában démonok szállták meg, de a csodákat valóságnak tartotta meg, akkor Ignác inkvizíciója rendje kolostorába való bezárásra ítélte, ahol a legőszintébb megbánással élte le hátralevő éveit. Sok más ilyen történet is ismert, melyek mindegyike mutatja az Egyház ellenségeinek becsmérléseit… |

## Megjegyzés
1. ↑  Hét évvel korábban Kálvin így írt barátjának Farelnek: „Ha Servetus Genevába jön, én el nem engedem élve, ha hatalmamnak valamennyi súlya is van.” (Vallási Tudás Enciklopédiája, Baker Book House, 1950), és később: „..remélem hogy az ítélet halálbüntetést kér” (Walter Nigg: Eretnekek, 1962), mégis a kivégzés előtt Kálvin a Geneva Városi Tanácsánál közbenjárt, hogy a máglyán való megégetés helyett az emberségesebb lefejezést használják, de a tanács kérését elutasította…

## Fordítás
- Ez a szócikk részben vagy egészben  az   Anabaptism című angol Wikipédia-szócikk fordításán alapul.  Az eredeti cikk szerkesztőit annak laptörténete sorolja fel. Ez a jelzés csupán a megfogalmazás eredetét és a szerzői jogokat jelzi, nem szolgál a cikkben szereplő információk forrásmegjelöléseként.
- Ez a szócikk részben vagy egészben  a   Theology of Anabaptism című angol Wikipédia-szócikk fordításán alapul.  Az eredeti cikk szerkesztőit annak laptörténete sorolja fel. Ez a jelzés csupán a megfogalmazás eredetét és a szerzői jogokat jelzi, nem szolgál a cikkben szereplő információk forrásmegjelöléseként.
- Ez a szócikk részben vagy egészben  a   Täufer című német Wikipédia-szócikk fordításán alapul.  Az eredeti cikk szerkesztőit annak laptörténete sorolja fel. Ez a jelzés csupán a megfogalmazás eredetét és a szerzői jogokat jelzi, nem szolgál a cikkben szereplő információk forrásmegjelöléseként.